# Bunyoro
Bunyoro és un dels regnes tradicionals d'Uganda, antigament rival del regne veí de Buganda. Entre els segles xvi i xviii fou un dels regnes més poderosos d'Àfrica oriental. Fou governat per l'Omukama de Bunyoro. L'actual governant és Solomon Gafabusa Iguru I, 27è. Omukama (rei) de Bunyoro-Kitara. La superfície és de 19.621,8 km² i la població (2002) d'1.232.422 habitants.
La capital és Hoima. El regne està dividit en quatre districtes: Buliisa, Hoima, Kibaale i Masindi, subdividts en 10 comtats, 47 subcomtats i 161 parròquies.

## Bunyoro-Kitara
L'antic regne sovint és anomenat com a Bunyoro-Kitara. Des d'allí gairebé controlava tota la regió entre el Llac Victòria, Llac Eduard, i Llac Albert. Era un dels nombrosos petits estats de la regió dels Grans Llacs i les seves històries més antigues afirmaven que provenien de la zona de Ruanda on els Bunyoro governaren la regió sota un príncep anomenat Cwa cap al 1520. El poder de Bunyoro va decaure fins que a la meitat del segle xvii i s'inicià un llarg període d'expansió, i van dominar la regió fins als començaments del segle xviii.
Bunyoro assolí el seu poder controlant gran nombre de santuaris de la regió, les lucratives salines de Kibiro al Llac Albert, assolint la metal·lúrgica més qualificada de la regió. Això el va fer el poder més fort militar i econòmic a la zona dels Grans Llacs.
Bunyoro començà a eclipsar-se a finals del segle xviii a causa de les divisions internes. Buganda li arrabassà les regions de Kooki i Buddu a finals del segle. Cap al 1822 la província de Toro es va separar, tot controlant bona part de les salines. Cap al sud, Ruanda i Ankole creixien ràpidament, dominant molts petits regnes que antigament havien estat vassalls de Bunyoro.
Cap a finals del segle xix Bunyoro ja era un dels estats més petits, però encara era dels més rics perquè controlava les lucratives rutes comercials del Llac Victòria i enllaçava amb la costa de l'oceà Índic. S'aprofitava especialment del comerç d'ivori. Vers el 1873 el rei Kabalega va fer front a una revolta interna i encara va ser capaç de reconquerir el regne de Toro i el de Busongora (separat de Toro poc abans) però els britànics el van retornar a la dinastia local (excepte per un breu període entre 1893 i 1894 en que Kabalega en va agafar altre cop el control).
Tanmateix, era constantment atacat per l'aleshores més potent Buganda, qui desitjava prendre el control de les rutes comercials. Iniciaren una llarga guerra amb armes europees. Com a resultat, la capital fou traslladada de Masindi a la menys vulnerable Mparo.
Per l'acord anglo-alemany de juliol de 1890 tota la regió al nord del Llac Victòria fou reconeguda zona d'influència de la Gran Bretanya. El 1894 fou declarat el protectorat sobre la regió. El rei (Omukama) Kabalega es va resistir aferrissadament als esforços dels britànics, aliats amb Buganda, per a prendre el control del regne. El 1899 el rei fou capturat i exiliat a les Seychelles, i Bunyoro fou definitivament incorporat a l'imperi Britànic. A causa de la seva resistència una porció del territori del regne fou entregada a Buganda i Toro.
El país fou posat sota el control d'administradors bugandesos. Els Banyoro es revoltaren el 1907, però foren sotmesos. Després la regió va romandre lleial a la Gran Bretanya durant la Primera Guerra Mundial i un nou acord va concedir major autonomia a la regió el 1934.

## Bandera

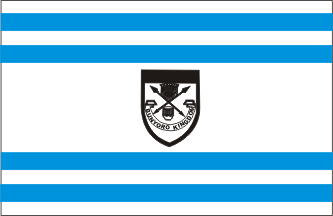
Bandera

L'antiga bandera, de fons crema, fou adoptada el 1934. La corona al cantó vermell és la corona reial anomenada Kondo. Sota la corona un mantell fet amb pell de mono, dos llances creuades i un timbal. La inscripció porta el nom oficial del regne Bunyoro-Kitara, però anteriorment la inscripció fou: Obukama bwa Bunyoro-Kitara i Obukama bwa Bunyoro (anys seixanta). Omukama Iguru I, la va utilitzar a la seva coronació el 1994.
El 1996 es va adoptar una nova bandera blanca amb dos estretes franges blaves (clar) a la part superior i dues a la inferior, amb un escut simple al centre amb blanc i negre a les banderes de diari i en colors a la cerimonial

## Omukames (reis)
- Omuzikiya Kyebambe I
- Ruguruka Winyi III
- Nyaika I
- Bikaju Kyebambe II
- Isamna Olimi III vers 1710 - 1731
- Cwa Mujwiga Duhaga I 1731 - 1782
- Kasoma Olimi IV 1782 - 1786
- Nyamutukura Kyebambe III 1786 - 1835
- Mugenyi Nyabongo II 1835 - 1848
- Rwakabale Olimi V 1848 - 1852
- Kamurasi Kyebambe IV 1852 - 1869
- Tibulihwa, regent 1869
- Kabalega Cwa II 1869 - 1873
- Kabigumire (rebel) 1873
- Kabugungu Olimi VI 1873
- Kabalega Cwa II 1873-1898 (segona vegada)
- Kitahimbwa 1898 - 1902 (enviat a l'exili a Seychelles del 1899 al 1900)
- Andereya Bisereko Duhaga II 1902 - 1924
- Tito Gafabusa Kabalega Winyi IV 1924 - 1967 (exiliat 1967-1971)
- Regne abolit 1967 a 1994
- Solomon Gafabusa Iguru I (exiliat 1971-1994) 1994-